# Abgar Renault
Abgar de Castro Araújo Renault (Barbacena, 15 de abril de 1901 – Rio de Janeiro, 31 de dezembro de 1995) foi um professor, educador, político, poeta, ensaísta e tradutor brasileiro. Ocupou a cadeira 12 da Academia Brasileira de Letras e a cadeira 3 da Academia Brasileira de Filologia.

## Biografia
Era filho do professor de ascendência francesa Léon Renault e de Maria José de Castro Renault. Foi casado com D. Ignez Caldeira Brant Renault, com quem teve três filhos, Caio Márcio, Carlos Alberto e Luiz Roberto. Teve três netos, Caio Mário, Abgar e Flávio, e uma bisneta, Ignez.
Sua formação escolar deu-se toda em Belo Horizonte, onde começou a exercer o magistério. Trabalhou como professor no Ginásio Mineiro de Belo Horizonte, e na Universidade Federal de Minas Gerais. Mudou-se posteriormente para o Rio de Janeiro onde deu aulas no Colégio Pedro II e na Universidade do Distrito Federal.
Foi eleito deputado estadual por Minas Gerais, e exerceu o cargo de direção no Colégio Universitário da Universidade do Brasil e no Departamento Nacional da Educação. Foi ainda secretário da Educação do Estado de Minas Gerais em dois governos, quando se notabilizou por incentivar o ensino no meio rural. Depois disso foi também ministro da Educação e Cultura no governo de Nereu Ramos e ministro do Tribunal de Contas da União. Dirigiu o Centro Regional de Pesquisas Educacionais João Pinheiro em Belo Horizonte.
No período de 1956 a 1959 foi membro da Comissão Internacional do Curriculum Secundário da Unesco. Em 1961 atuou como consultor da Unesco na Conferência sobre Necessidades Educacionais da África, em Adis Abeba. Em 1963 participou da Comissão Consultiva Internacional do The World Book Encyclopædia Dictionary, Estados Unidos. Foi membro da Comissão Consultiva Internacional sobre Educação de Adultos, também da Unesco nos anos de 1968 a 1972. Representou o Brasil em numerosas conferências internacionais sobre educação em Londres, Genebra, Paris, Teerã, Belgrado e Santiago do Chile. Por várias vezes foi eleito membro da Comissão de Redação Final dos documentos dessas reuniões. Esteve no Conselho Federal de Educação e no Conselho Federal de Cultura. Foi nomeado Professor Emérito da Universidade Federal de Minas Gerais. Como professor, esteve sempre ligado à educação e preocupou-se com a língua portuguesa, de que foi um conhecedor exímio e representante fiel. 
Foi membro da Academia Brasileira de Letras, da Academia Mineira de Letras (cadeira nº 17), da Academia Municipalista de Letras de Belo Horizonte e da Academia Brasiliense de Letras. Pertenceu ao Instituto de Estudos Latino-Americanos da Universidade de Stanford, Califórnia, Estados Unidos, e foi Presidente da Sociedade Brasileira de Cultura Inglesa de Belo Horizonte.
Abgar Renault registrou todos os seus estudos e reflexões em A palavra e a ação, de 1952, e em Missões da Universidade, de 1955. Além disso, foi um grande poeta. "Nesse terreno sua criatividade, invenção e conhecimento da alma da linguagem fazem de Abgar Renault um jogral do gênero de Guimarães Rosa." Fez parte do grupo surrealista moderno e participou do movimento modernista de Minas Gerais. A partir daí aumentou sua participação na literatura contemporânea. Apesar de ter sua obra associada ao Modernismo, fazia uma poesia original, não ligada a nenhuma escola poética.
Como tradutor especializou-se em poetas alemães, espanhóis, ingleses, estadunidenses e franceses. Era um especialista em Shakespeare. Sua poesia tem sido incluída em antologias no Brasil e no exterior.

## Academia Brasileira de Letras
Foi eleito em 1 de agosto de 1968, tomando posse em 23 de maio de 1969 da cadeira 12, que tem por patrono França Júnior, com saudação pelo acadêmico Deolindo Couto, sendo o seu quinto ocupante.

## Prêmio Abgar Renault
Criado pela Academia Brasileira de Letras, o Prêmio Abgar Renault foi instituído em homenagem ao professor como forma de reconhecer contribuições relevantes à literatura brasileira, em especial à poesia. A premiação busca valorizar autores cuja obra se destaque pela excelência formal e pela relevância cultural, refletindo o legado de Renault na valorização da língua portuguesa.
Receptores do prêmio:
- Bruno Tolentino por "A balada do cárcere".

## Obras
- Sonetos antigos (1968)
- A lápide sob a lua - poesia (1968)
- Sofotulafai - poesia (1971)
- A outra face da lua - poesia (1983)

## Traduções
- Poemas ingleses de guerra (1942), de Rabindranath Tagore
- A lua crescente (1942), de Rabindranath Tagore
- Colheita de frutos (1945), de Rabindranath Tagore
- Pássaros perdidos (1947), de Rabindranath Tagore
- O boi e o jumento do Presépio (1955), de Jules Supervielle